# Club Esportiu Fortià
El Club Esportiu Fortià és un club de futbol de la localitat de Fortià, a l'Alt Empordà, fundat l'any 1948 i federat el 1952 com a Club Deportivo Fortià i refundat el 1981 com a Club Esportiu Fortià.

## Història
La pràctica esportiva a Fortià es documenta a principis del segle XX amb l'arribada a la població dels germans de la Salle a la Granja-Escola de Fortianell el 1904. La presència de nois catalans i francesos de classes benestants, que seguien les últimes modes esportives, com el futbol i el rugbi, van introduir aquests esports d'origen britànic entre els fortianencs.
Els equips de Fortià han tingut tradicionalment una forta implicació dels veïns de Riumors, que han aportat nombrosos jugadors i directius a l'equip fortianenc. Tanmateix, a mitjans del segle XX era normal fer partits de festa major entre veïns d'ambdues poblacions.

### Primera etapa (1920-1947)
El futbol no es va consolidar a la població fins a la dècada de 1920 quan es jugaven partits improvisats en terrenys erms, com el de l'Estany Robert. Durant els anys vint i trenta no es va registrar ni organitzar cap entitat com sí que es va fer en altres poblacions similars com Camallera o Vilajuïga. Un cop acabada la Guerra Civil espanyola, el futbol fortianenc va seguir instal·lat en el superamateurisme i allunyat de les competicions. Les festes majors i les fires eren els contexts ideals per als equips de Fortià de la postguerra.

### Segona etapa (1948-1980)
No és fins a l'any 1948 quan un grup de veïns es reuneixen per crear l'entitat, però aquesta no és registrada ni aprova estatuts. Quatre anys després, el 1952, una nova junta inscriu el club a la Federació Catalana de Futbol i l'equip juga per primer cop una competició oficial, la Copa Primavera. El 1953 tornaria a participar-hi per últim cop, retornant als partits amistosos de festes majors fins als setanta. El 1972 l'entitat va inscriure l'equip a la Categoria d'aficionats de la FCF per a la temporada 1972/1973. Un miratge, perquè aquell mateix any l'equip es tornaria a dissoldre i els joves del poble tornarien a jugar al llarg de la dècada, com era costum, partits de costellada.

#### Tercera etapa (1981-actualitat)
L'any 1981 un grup d'amants del futbol de Fortià i Riumors va refundar el Club Esportiu Fortià després de diversos anys sense equip des de la temporada 1972/1973. Aquell mateix any va començar a jugar a la categoria d'aficionats de la demarcació de Girona, una categoria on va jugar fins a l'ascens a Tercera Regional l'any 1985.
Actualment juga a la Quarta Catalana. La màxima categoria assolida per l'entitat ha estat la Tercera Catalana, la temporada 2015/2016, així com l'antiga Segona Regional, la seva equivalent, les temporades 1993/1994, 1994/1995, 2000/2001 i 2004/2005. Des de la temporada 2011/2012 el club compta amb equips a les categories inferiors. Per primer cop a la seva història, a la temporada 2017/2018, va comptar amb equips en totes les categories de base, des de caganius (4-6 anys) fins a juvenils (17-19 anys).

## Estadi
El Camp Municipal d'Esports va ser inaugurat el 17 de novembre de 1990 amb un partit contra el Vilanova de la Muga, amb victòria local per 6 a 3. Està situat al camí de la Gallinera, just davant del Parc Bosc. Compta amb un camp de gespa natural amb unes mides de 103x60m, quatre vestidors, un bar, un magatzem i una petita sala polivalent pels sopars organitzats per als equips de l'entitat. Està situat a la Zona Esportiva, que també compta amb una piscina a l'aire lliure i una pista poliesportiva descoberta de rajola.
Anteriorment els equips de Fortià havien jugat els seus partits en camps erms i improvisats de l'Estany Robert, del Camp de l'Església, de Fortianell i dels Cossos. Aquest darrer estadi, de propietat privada i arrendat al club, és on els equips fortianencs van jugar amb més continuïtat, sobretot de 1981 a 1990.

## Palmarès
- 2 Campionats de Tercera Regional: 1999/2000,[7] 2003/2004.[8]